# 国家社会主義百科事典
国家社会主義百科事典（こっかしゃかいしゅぎひゃっかじてん、Enzyklopädie des Nationalsozialismus）は、国家社会主義の時代とその再評価に関する百科事典。
ヴォルフガング・ベンツ、ヘルマン・グラムル、ヘルマン・ワイスによって編集され、1997年に初版がKlett-Cotta出版社から、第5版は2007年にdtv出版社から発行された。

## 内容
編者自身の言葉を借りれば、当時の研究状況を踏まえ、「組織、出来事、概念、国家社会主義のイデオロギーとナチス国家におけるその実現に関する事実とデータに関する必要なすべての情報」を集めることが目的だった。この版には、イアン・カーショー、マリー-ルイーズ・レケ、 ヘルマン・グラゼル、アグネス・サグヴァーリ、ベルント＝ユルゲン・ヴェントなど、ドイツ語とその他の言語圏の132名以上の執筆者が協力している。
1997年の第3版は、3つのパートから構成されている。
第1部（ハンドブック）では、25（当初22）のエッセイで概要を説明し、次に約1,400の記事を含む主題別百科事典、最後に第1部、第2部に関連する約1,100の注釈付き略歴を含む人物インデックスが掲載されている。記事は多数のイラスト、地図、グラフィックスで表現されている。
2007年に増補新版が発行された。
エッセイのトピックには、次のものがある。
「総統とヒトラーのカルト」（著者：イアン・カーショウ）、「プロパガンダ」（ウィンフリート・ランケ）、「人種政治とジェノサイド」（コンラート・クウィエット）、「外交政策」（ベルント＝ユルゲン・ヴェント）、「正義と国内行政」（エルンスト・リッター)、「ドイツ国防軍」(ゲルト・ウーバーシェア)、「経済」(ヴェルナー・ビューラー)、「社会政策」(マリー-ルイーズ・ロッケル)、「科学」(ミヒャエル・グルトゥナー)、「芸術」(さまざまな著者)、「教会と宗教」（クルト・ノヴァク）、「若者」（ロルフ・シェルケン）、「女性」（ウテ・フレヴェルト）、「スポーツ」（ヴォルフ-ディーター・マタウシュ）、「技術」（カール-ハインツ・ルートヴィヒ）、「迫害」（ルートヴィヒ・アイバー）、「移民」(マリー-ルイーズ・クロイター)、「レジスタンス」(ヘルマン・グラムル)、「第二次世界大戦 1939-1945」(トマス・ベルトラム)、「国家社会主義に関する資料」(ハインツ・ボベラッハ)。

## CD-ROM
第3版をベースに、1998年にダイレクトメディア出版社のデジタルライブラリー第25巻としてCD-ROM版が初めて発行された。印刷版の一部の編集者の要望により、印刷ミスの削除と間違いの訂正を行った。また、デジタル版も、印刷版同様に3つの部分から構成されている。
研究用に3色の螢光テキストペンを用意し、本文中の箇所をマークすることが可能で、マークされた履歴のリストが並行して自動的に作成される。

## 評価
百科事典の表現形式がユーザーフレンドリーで使いやすく、明快であることを批評家たちは好意的に受け止めた 。フリーデマン・ベドゥルフィッヒは、この百科事典を「基準を設定する真に包括的な参考文献」、「標準的な著作物となる」と評価した。とはいえ、複雑なテーマである以上、完全なものにはなり得ないというギャップもある。
第3版は、何よりもその第3部が批判された。人名索引には、国家社会主義下の生活史に関連する人物の個人伝記が欠けていた。一方、ヨハン・セバスティアン・バッハ、ルートヴィヒ・ヴァン・ベートーヴェン、ゲオルク・ビューヒナー、ヨハン・ヴォルフガング・フォン・ゲーテ、フリードリヒ・バルバロッサなど、国家社会主義とは直接結びつかない人物が余分な情報と一緒に掲載されていた。これでは、人選が無作為であるかのような印象を与えてしまった 。
第3版の最初の部分は、対応する引用の元となった作品が参考文献に記載されていない人物を引用していると批判された。また、ある一面だけを見るようなエッセイは百科事典にふさわしくないという意見もあった。
第3版の百科事典の項では、フランクフルト・アウシュビッツ裁判やその発案者フリッツ・バウアーなど重要なキーワードが記載されておらず、キーワードの選択がアンバランスであると批判された。しかし、それとは対照的に、アビソグリレやユルロイヒターといった珍しい用語が記載されている。

## 出版元・改訂版情報
- ヴォルフガング・ベンツ、ヘルマン・グラムル、ヘルマン・ワイス 共編『国家社会主義百科事典』
  - 第1版～第3版、Klett-Cotta出版社、1997年[7]、 ISBN 3-608-91805-1
  - 第4版、dtv出版社
  - 第5版、dtv出版社、2007年、 ISBN 3-423-34408-3（新版については、literaturkritik.deのH.-Georg Lützenkirchenによるレビューに情報がある）。